# Vízilabda a 2009-es úszó-világbajnokságon
A 2009-es úszó-világbajnokságon megrendezték a férfi és a női vízilabda-világbajnokságokat. A férfi július 20-a és augusztus 1-je között volt, a női július 19-e és július 31- között.

## Érmesek

### Éremtáblázat
|          | Nemzet           | Arany | Ezüst | Bronz | Összesen |
| 1        | Szerbia          | 1     | 0     | 0     | 1        |
| 1        | Egyesült Államok | 1     | 0     | 0     | 1        |
| 2        | Spanyolország    | 0     | 1     | 0     | 1        |
| 2        | Kanada           | 0     | 1     | 0     | 1        |
| 3        | Horvátország     | 0     | 0     | 1     | 1        |
| 3        | Oroszország      | 0     | 0     | 1     | 1        |
| Összesen | Összesen         | 2     | 2     | 2     | 6        |

### Férfi
| Arany | Ezüst | Bronz |
| Szerbia · Slobodan Soro · Marko Avramović · Živko Gocić · Vanja Udovičić · Slavko Gak · Duško Pijetlović · Slobodan Nikić · Milan Aleksić · Nikola Rađen · Filip Filipović · Andrija Prlainović · Stefan Mitrović · Gojko Pijetlović · Edző: Dejan Udovičić | Spanyolország · Inaki Aguilar · Mario Jose García · David Martin · Blai Mallarach · Guillermo Molina · Marc Minguell · Iván Gallego · Albert Espanol · Xavier Vallès · Felipe Perrone · Iván Pérez · Xavier García · Daniel López · Edző: Rafael Aguilar | Horvátország · Ivo Brzica · Damir Burić · Miho Bošković · Nikša Dobud · Ivan Buljubašić · Srdan Antonijević · Frano Karač · Andro Bušlje · Sandro Sukno · Samir Barač · Igor Hinić · Paulo Obradović · Josip Pavić · Edző: Ratko Rudić |

### Női
| Arany | Ezüst | Bronz |
| Egyesült Államok · Elizabeth Armstrong · Heather Petri · Brittany Hayes · Brenda Villa · Lauren Wenger · Tanya Gandy · Kelly Rulon · Jessica Steffens · Elsie Windes · Alison Gregorka · Moriah van Norman · Kameryn Craig · Jaime Komer · Edző: Adam Krikorian | Kanada · Rachel Riddell · Krystina Alogbo · Katrina Monton · Emily Csikos · Joëlle Békhazi · Whitney Genoway · Rosanna Tomiuk · Dominique Perreault · Carmen Eggens · Christine Robinson · Tara Campbell · Marina Radu · Marissa Janssens · Edző: Patrick Oaten | Oroszország · Jevgenyija Procenko · Nagyezsda Glizina · Jekatyerina Prokofjeva · Szofja Konuh · Aljona Vilegzsanyina · Natalja Rizsova-Aljenicseva · Jekatyerina Pantyulina · Jevgenyija Szoboleva · Anna Tyimofejeva · Olga Beljajeva · Jevgenyija Ivanova · Julija Gaufler · Marija Kovtunovszkaja · Edző: Alekszandr Kabanov |